# Reversão evolutiva

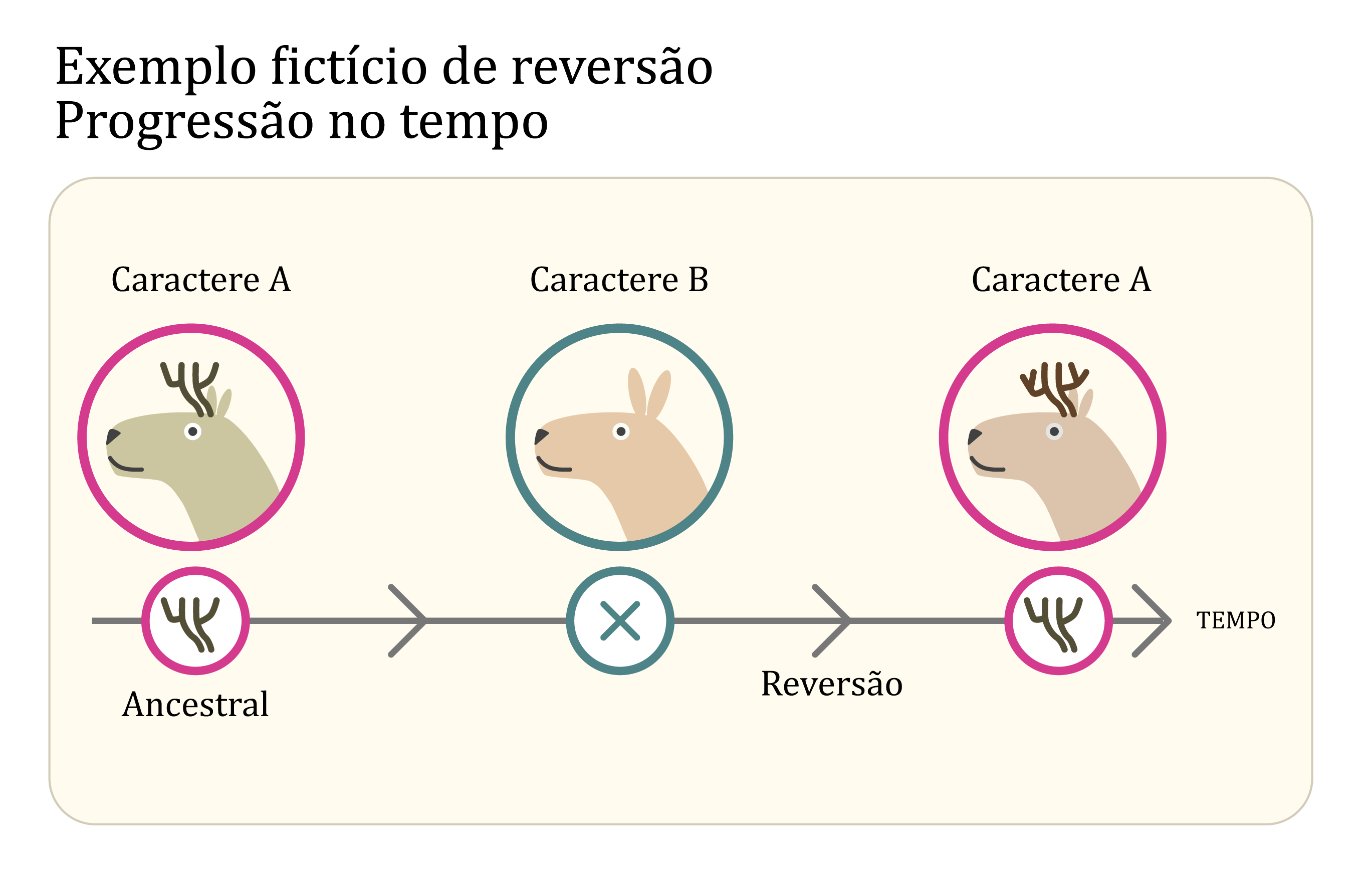
Exemplo esquemático de reversão, mostrando a evolução de uma linhagem ao longo do tempo.

Em biologia, a reversão de um carácter é o retorno de uma característica ancestral (plesiomorfia) perdida anteriormente. Em outras palavras, é quando uma característica de determinada população retorna após ter sido modificada ou perdida. Por exemplo, o modo de vida aquático dos cetáceos (golfinhos e baleias) é o mesmo dos seus ancestrais, os primeiros vertebrados, que também eram aquáticos. Porém, no caminho evolutivo da linhagem, essa característica foi perdida com a terrestrialização dos animais que deram origem aos mamíferos e, depois, retomada com a volta dos cetáceos ao ambiente aquático. Dessa forma, houve uma reversão do modo de vida na linhagem dos cetáceos, de aquáticos para terrestres e por fim aquáticos novamente. A característica revertida pode ser a morfologia, o modo de vida, o comportamento ou o modo de reprodução.

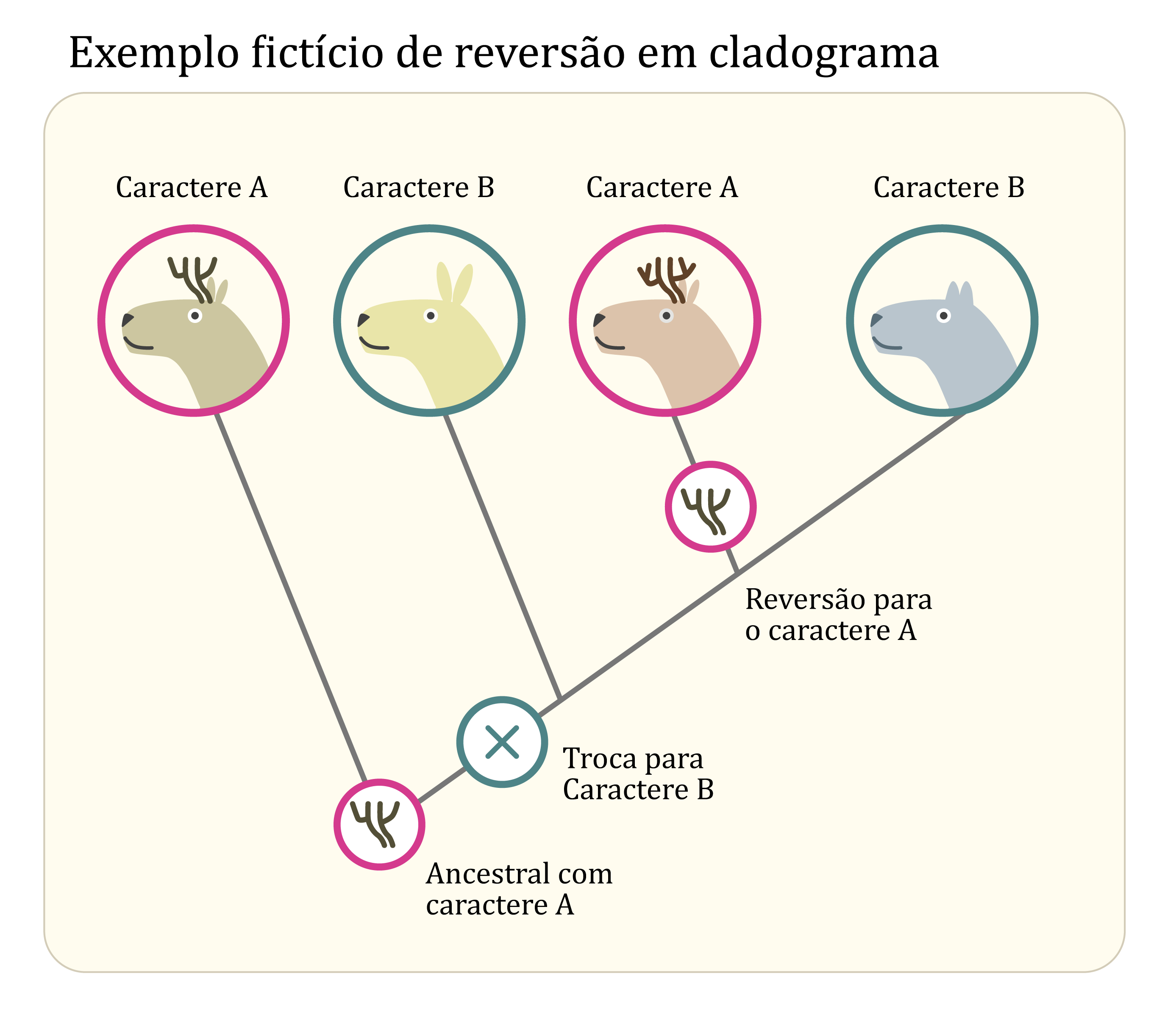
Cladograma mostrando esquemáticamente a reversão de um carácter.

## Regressão x Reversão
Em muitos meios educativos o termo "regressão" evolutiva é utilizado como sinônimo de reversão, todavia, "regressão" traduz uma ideia errônea biologicamente de que a evolução é um fenômeno linear, hierárquico e finalista. Sendo assim, estes termos não devem ser utilizados como sinônimos. Por fim, pode-se dizer que o princípio da reversão evolutiva vai contra a lei de Dollo, da irreversibilidade de estruturas complexas no curso evolutivo, como explicado mais adiante.

## Contexto
A ideia de reversão foi expressa em 1859 por Darwin, em "A origem das espécies" quando este afirma que “existe uma tendência das gerações recentes em expressar uma característica ancestral perdida, e que esta tendência, por causas desconhecidas, muitas vezes prevalece”. (Darwin, C. 1859).  Assim Darwin menciona esse processo mas não faz nenhuma tentativa de explicar sua causa. 

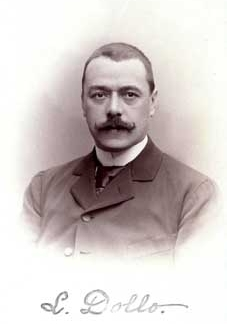
Louis Dollo

Porém, em 1883 Luois Antoine Marie Joseph Dollo (1857–1931), contrariando essa noção, introduz a ideia de irreversibilidade da evolução. "An organism never returns exactly to a former state, even if it finds itself placed in conditions of existence identical to those in which it has previously lived".  Uma tradução livre seria: "Um organismo nunca volta exatamente para seu estado ancestral/inicial, mesmo se ele se encontra em uma condição de existência idêntica àquela em que viveu seu ancestral". A irreversibilidade seria sua ideia mais explorada por futuros biólogos. Esta lei teve sua versão moderna sumarizada por Simpson em 1953, sugerindo que caracteres complexos são irreversíveis. Alguns exemplos que poderiam corroborar esta lei são: baleias e cobras nunca recuperaram pernas, ratitas não recuperaram sua habilidade de voar e aves não recuperaram dentes.
A lei de Dollo seria suportada pelo fato de genes que foram inativos, e não estão mais sofrendo pressão seletiva para permanecerem inalterados, acumulariam mutações, que ao longo do tempo degradariam o gene e o tornariam permanentemente desfuncional. Estimou-se através de cálculos de taxa de mutação e evolução que um gene desativado poderia permanecer por não mais de 10 milhões de anos sem que o acúmulo de mutações o destruísse.
Não mais de um século após sua formulação, evidências de reversões foram se acumulando na literatura, e a Lei de Dollo perdeu sua força, deixando de ser aceita pela comunidade científica. Ainda assim foram feitas tentativas de se sustentar a ideia de irreversibilidade, como Bull e Charnov que publicaram 7 exemplos de irreversibilidade, sendo eles: a partenogenese feminina (thelytoky), poliploidia, autofecundação em populações hermafroditas, dióicia evoluída de hermafroditismo, cromossomos sexuais heteromorficos, Muller’s ratchet e haplodiploidia. Sabe-se porém que um dos exemplos de irreversibilidade citados já possuem evidências empíricas de ter sido quebrado. É o caso da volta da reprodução assexuada de uma população partenogênica, que ocorreu em ácaros da família crotoniidae.
Dentro deste cenário de indagações surgiram novos estudos com base na genética atual (biologia molecular) e em novas técnicas na área de sistemática filogenética (como evo-devo) que acabaram por desbancar a Lei de Dollo. Um destes exemplos é o retorno de dentes na mandíbula inferior, após de 200 milhões de anos, em sapos da espécie Gastrotheca guentheri. Por meio da combinação de dados de fósseis e sequências de DNA com novos métodos estatísticos, foi mostrado que os sapos perderam seus dentes na mandíbula inferior há mais de 230 milhões, mas que eles reapareceram em G. guentheri nos últimos 20 milhões de anos.
Um dos argumentos dos defensores da lei de Dollo é que nenhum carácter complexo que retorna é exatamente o mesmo do ancestral, e portanto seria um mero artefato . Porém, na biologia os caracteres necessariamente não são idênticos stricto sensu, e nem o poderiam ser, e no entanto não se deixa de considerá-los a mesma estrutura, como por exemplo a cabeça de peixes e de mamíferos, que apesar de serem bastante distintas ainda são consideradas a mesma estrutura. Como escrito em "Evolution by Reverting to Ancestral Characters": “Assim, o que deve ser esperado de uma reversão não é que esta seja idêntica ao carácter ancestral, mas sim uma reocorrencia de um “design” ancestral, com esta palavra usada no significado de Weabster para descrever “intruções para se fazer algo que deixa de fora detalhes para ser executado”. É então um “design comum” relacionado a um caminho de desenvolvimento comum, executado sob diferentes contextos de desenvolvimento e genéticos, o mesmo princípio que nos faz pensar instintivamente em apêndices locomotores de répteis, pássaros e mamíferos como membros, apesar de suas óbvias diferenças em estrutura e morfologia”. ("Hence, what is to be expected in the cases of evolutionary reversals is not “identicalness” to ancestral structures but rather recurrence of ancestral “design,” with the last word used, in Webster’s meaning, to describe “instructions for making something which leave the details to be worked out.” It is namely a “common design” related to a common developmental pathway, executed under different developmental and genetic contexts, that makes us viscerally think of the locomotor appendages of reptiles, birds, and mammals as limbs, despite the obvious differences in their structure and morphology.")

## Possível mecanismo de reversão
Dentro do cenário de debate acerca da Lei de Dollo, cientistas argumentam que teoricamente, como existem os mecanismos genéticos de recombinação, supressão de mutações e mutações reversas (back mutations), não existiria fundamento teórico da irreversibilidade. No entanto, alguns argumentam que estatisticamente seria improvável. Sendo assim, trabalhos científicos foram capazes de quantificar a probabilidade de reversão evolutiva por meio da estimação do tempo em que danos significativos podem se acumular em um gene silenciado. Um gene silenciado é aquele do qual não são produzidos mais transcritos. O silenciamento de um gene pode ocorrer por meio de uma mutação no seu circuito de controle que resulta na perda de expressão ou expressão abaixo do limite necessário (e não por deleção do gene ou mutação deletéria). Possíveis mecanismos pelos quais a expressão pode ser perdida incluem a perda do sítio de ligação de um fator de transcrição. A função pode ser recuperada por mutação reversa, recombinação ou conversão gênica. Se um processo ou estrutura deve ser recuperado na evolução pela reativação de um gene silenciado, a proteína codificada deve ainda ser funcional. Assim, se vários eventos de especiação ocorrerem dentro de alguns milhões de anos, é possível que as características morfológicas possam desaparecer e reaparecer entre as linhagens divergentes.

## Exemplos de reverão

### Retorno ao ambiente aquático por Cetáceos

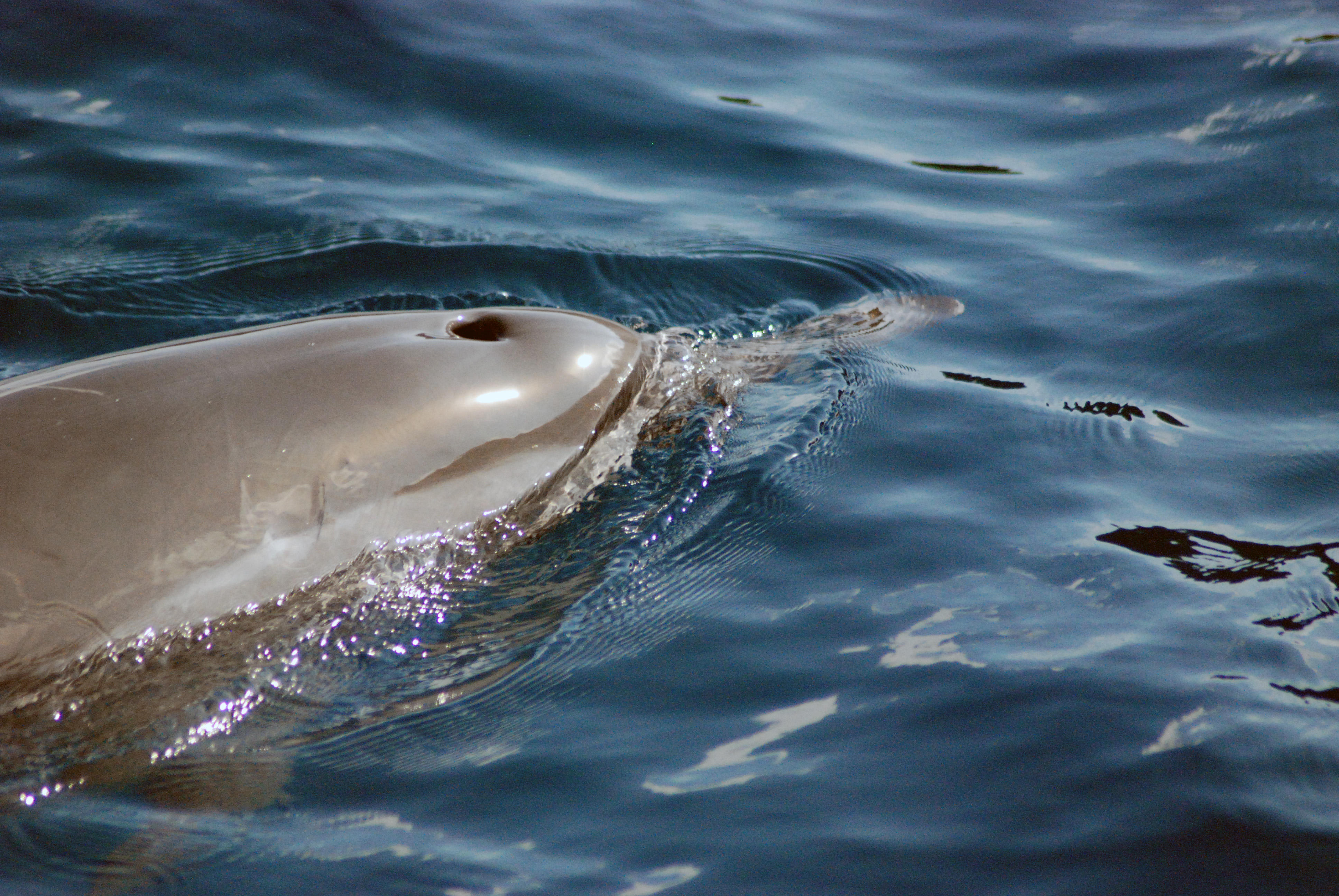
Golfinho-rotador (Stenella longirostris).

A conquista definitiva do meio terrestre, com a independência do meio aquático para a reprodução, foi realizada pelos répteis e perpetuada pelas aves e mamíferos. Entretanto um grupo de mamíferos retornou ao meio aquático, dependendo deste de forma íntegra, e formando assim seu habitat e seu nicho ecológico neste novo ambiente. Estes animais são os cetáceos, representados pelas baleias e golfinhos.

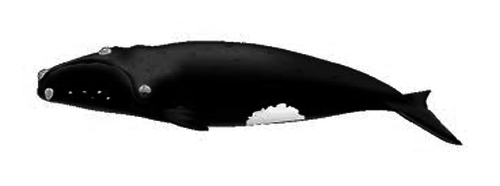
Plano corpóreo de um cetáceo atual.

Algumas adaptações ocorreram nesse retorno ao meio aquático, como: uma forma corporal hidrodinâmica sem protuberâncias que pudessem atrapalhar o movimento na água, assim os pelos foram praticamente perdidos e o pênis e as glândulas mamárias encontram-se alojados internamente; com o encurtamento das vértebras cervicais o pescoço se ausenta; os orifícios respiratórios (narinas) localizam-se no topo da cabeça, devido a um alongamento da parte anterior do crânio; e houve uma regressão nos membros posteriores e a formação de nadadeiras a partir dos membros anteriores.
Atualmente o cetáceo mais basal é representado pelo fóssil de Pakicetus, que habitava o início do Eoceno - segunda época da era Cenozóica- sendo que ainda era terrestre, com um longo pescoço e com uma morfologia cursorial. No fim dessa mesma época aparecem os dorudontis e os basilosaurids, cetáceos obrigatoriamente aquáticos e com uma fisionomia semelhante aos cetáceos atuais .

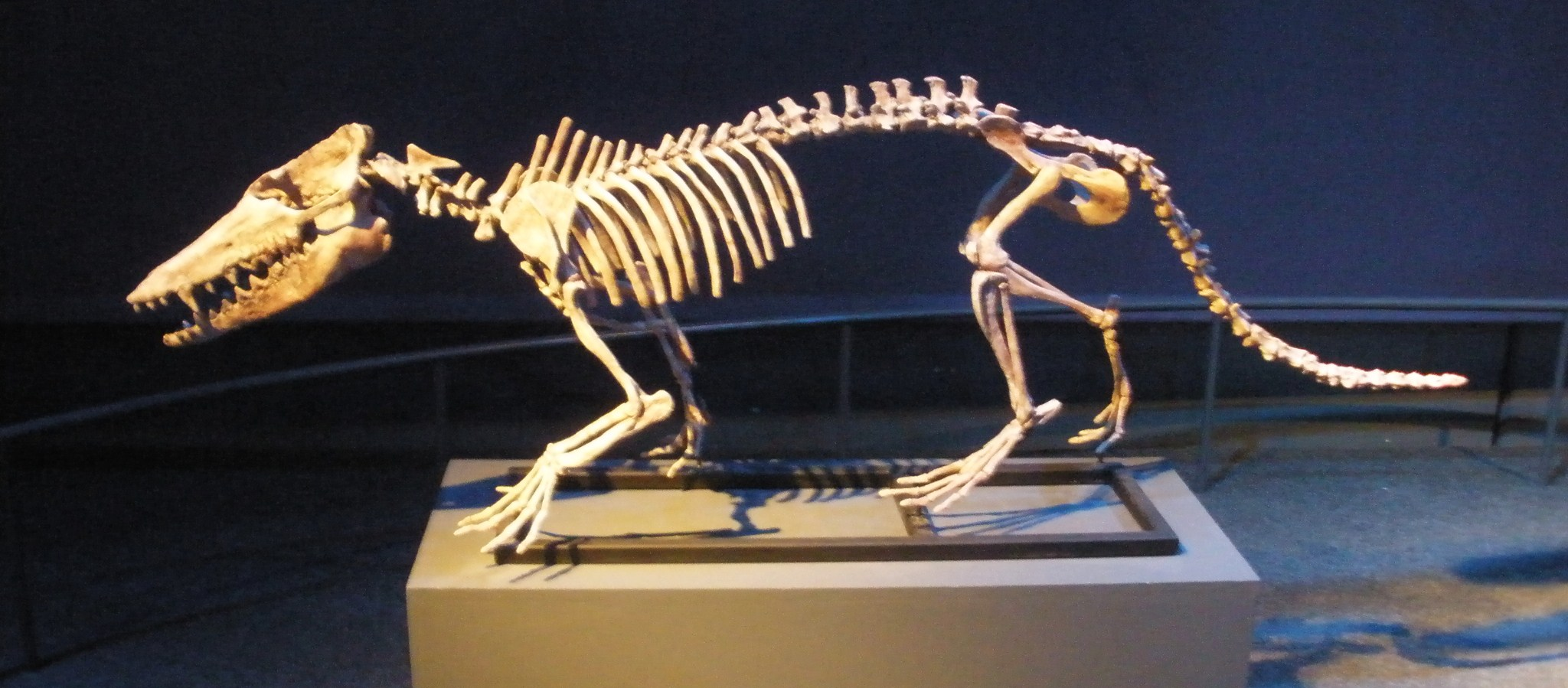
Fóssil de Pakicetus.

É a partir do esqueleto completo desse primeiro fóssil que é possível analisar as primeiras mudanças morfológicas da reversão desse grupo de mamíferos para o ambiente aquático, assim destacam-se: a presença de uma curta vértebra no pescoço; vértebras lombares e cervicais de comprimento similar; vértebra sacral sem uso aparente; ausência da junção sacro-iliaca; presença de uma cauda curta com um vértebra convexa e um pequeno membro posterior.

### Reversão dos olhos das serpentes
Os primeiros vertebrados a habitarem o meio terrestre foram os Tetrápodas, que em grande maioria viviam na superfície. Assim, o desenvolvimento de um sistema sensorial, como olhos altamente especializados, foi essencial para que esses animais pudessem sobreviver às novas ameaças que ali residiam. 

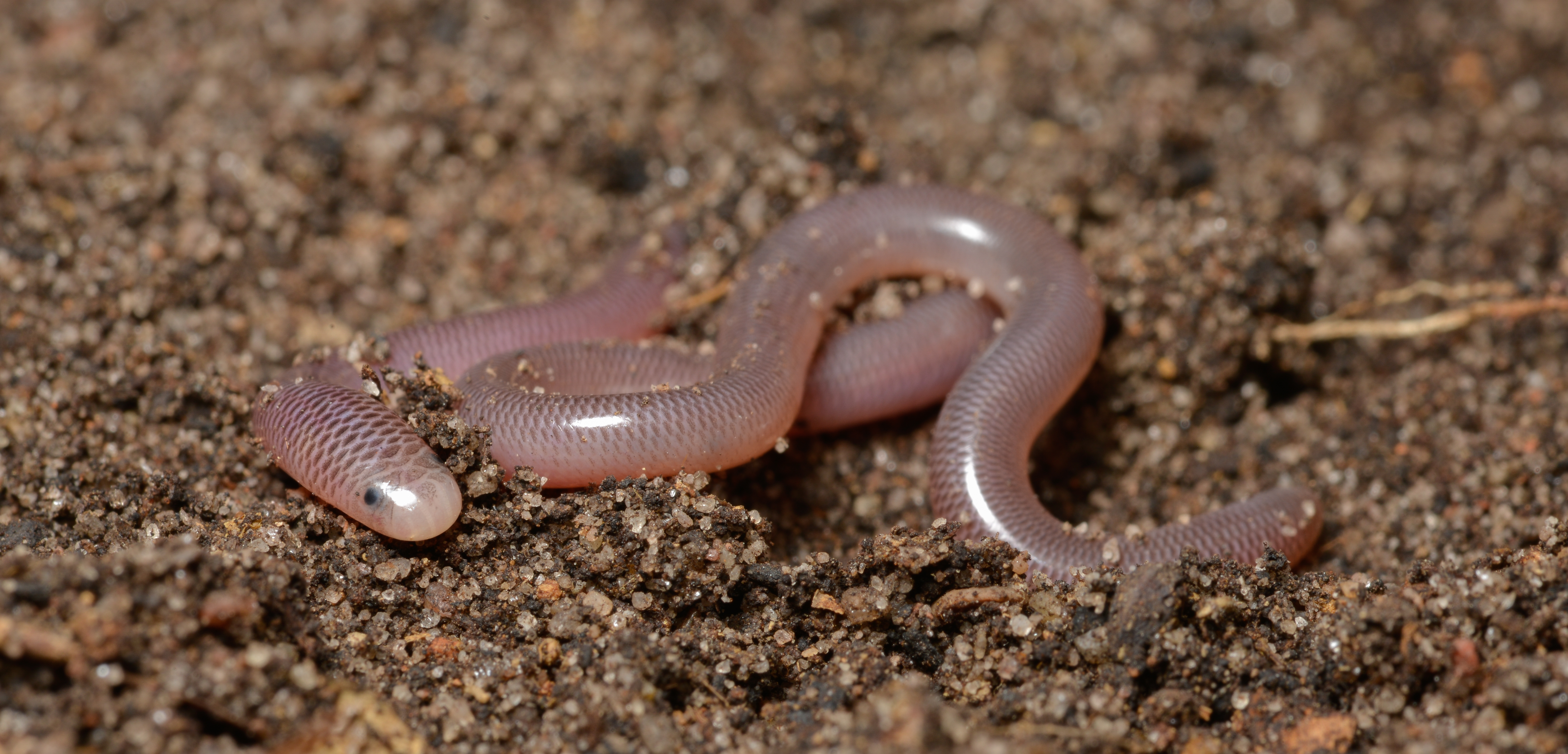
Exemplo de cobra cega (Scolecophidia).

Entretanto algumas famílias de serpentes evoluíram para um hábito fossorial, ou seja, estão adaptadas para sobreviverem abaixo do solo. Estudos sobre o sistema visual desses animais revelaram que eles perderam todos os genes relacionados ao pigmento opsina, que participa do mecanismo de visão a cores. Por outro lado, as cobras de superfície e os “lagartos”, sejam eles desse mesmo hábito ou subterrâneo, apresentam esses genes funcionais, mesmo no caso da anfisbena que possui olhos reduzidos devido a seu estilo de vida fossorial. 

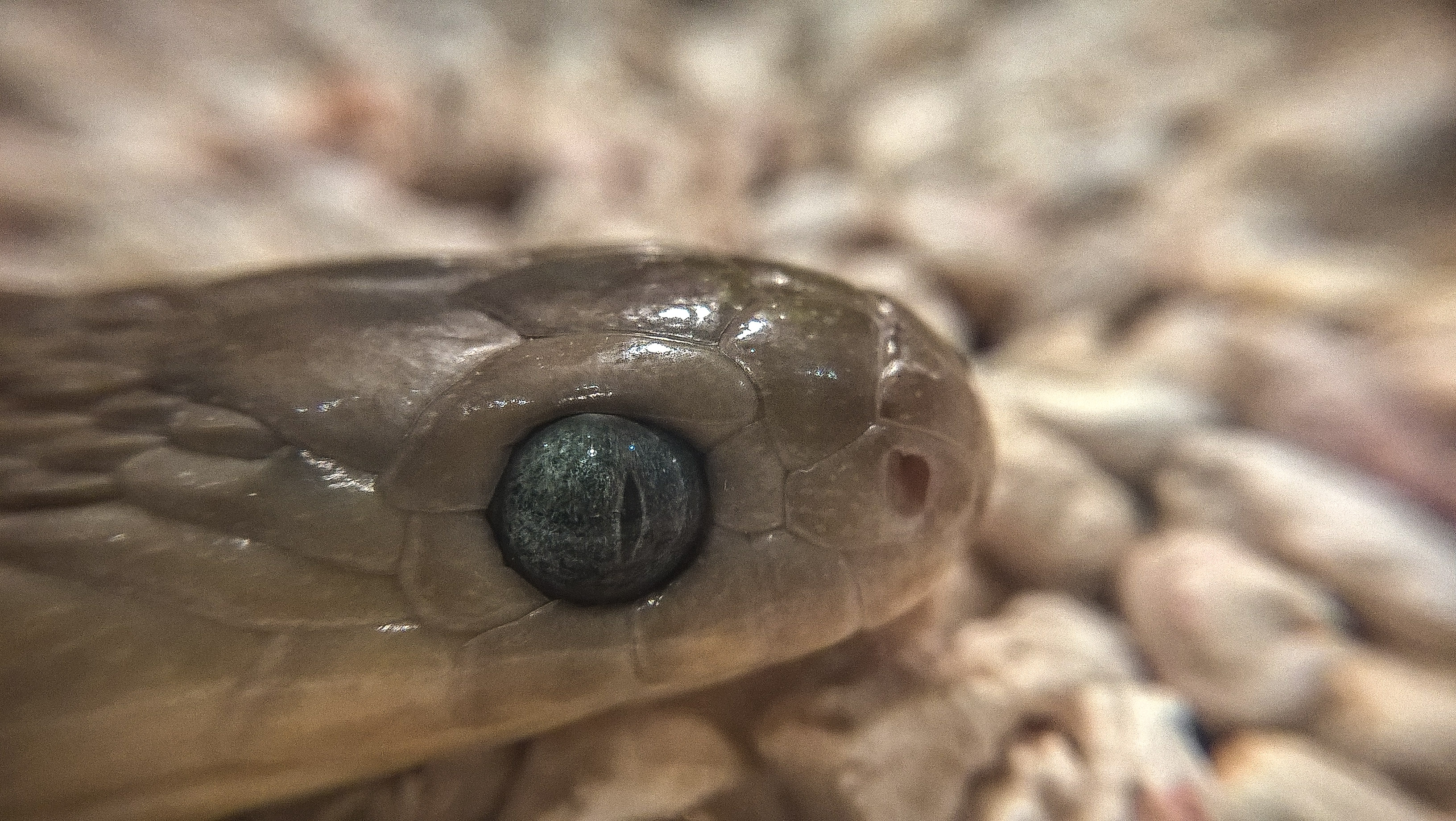
Olho de uma serpente de superfície.

Pesquisas também foram feitas para o entendimento da filogenia desses organismos. Através de evidências moleculares a infraordem de serpentes Scolecophidia -popularmente chamadas de cobras cegas- foi considerada parafilética, sendo as famílias Leptotyphlopidae e Typhlopidae formadoras do grupo irmão de todas as outras cobras, e Anomalepididae o grupo irmão das serpentes que não são dessa mesma infraordem. Com esses resultados, os cientistas chegaram à conclusão que o parafiletismo de Scolecophidia indica que as serpentes mais primitivas eram fossoriais e que apenas posteriormente retornaram para a superfície.  

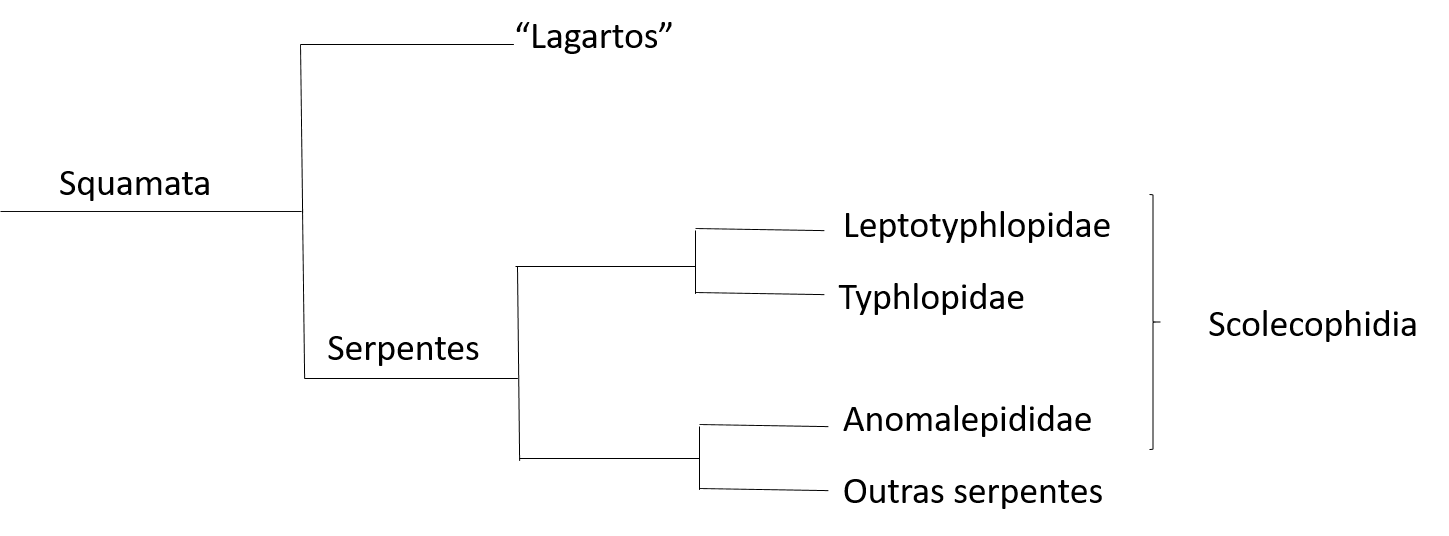
Cladograma das relações filogenéticas entre os Squamatas, "Lagartos" e Serpentes. Parafiletismo de Scolecophidia é evidenciado.

Por possuírem um ancestral fossorial as serpentes de superfície apresentam uma reversão quanto a estrutura dos olhos, envolvendo os genes de opsina e o próprio desenvolvimento do órgão. Isto se deve ao ancestral Squamata possuir tal genes e um olho complexo, pois os “lagartos” (grupo irmão de serpente, e que juntos formam o grande clado Squamata) apresentam olhos desenvolvidos e visão com cores. Portanto a perda dos genes e da estrutura ocular ocorreu no ancestral das cobras, e sua reversão à funcionalidade naquelas de superfície. 

### Reversão do modo de incubação dos ovos pelos Megapodes

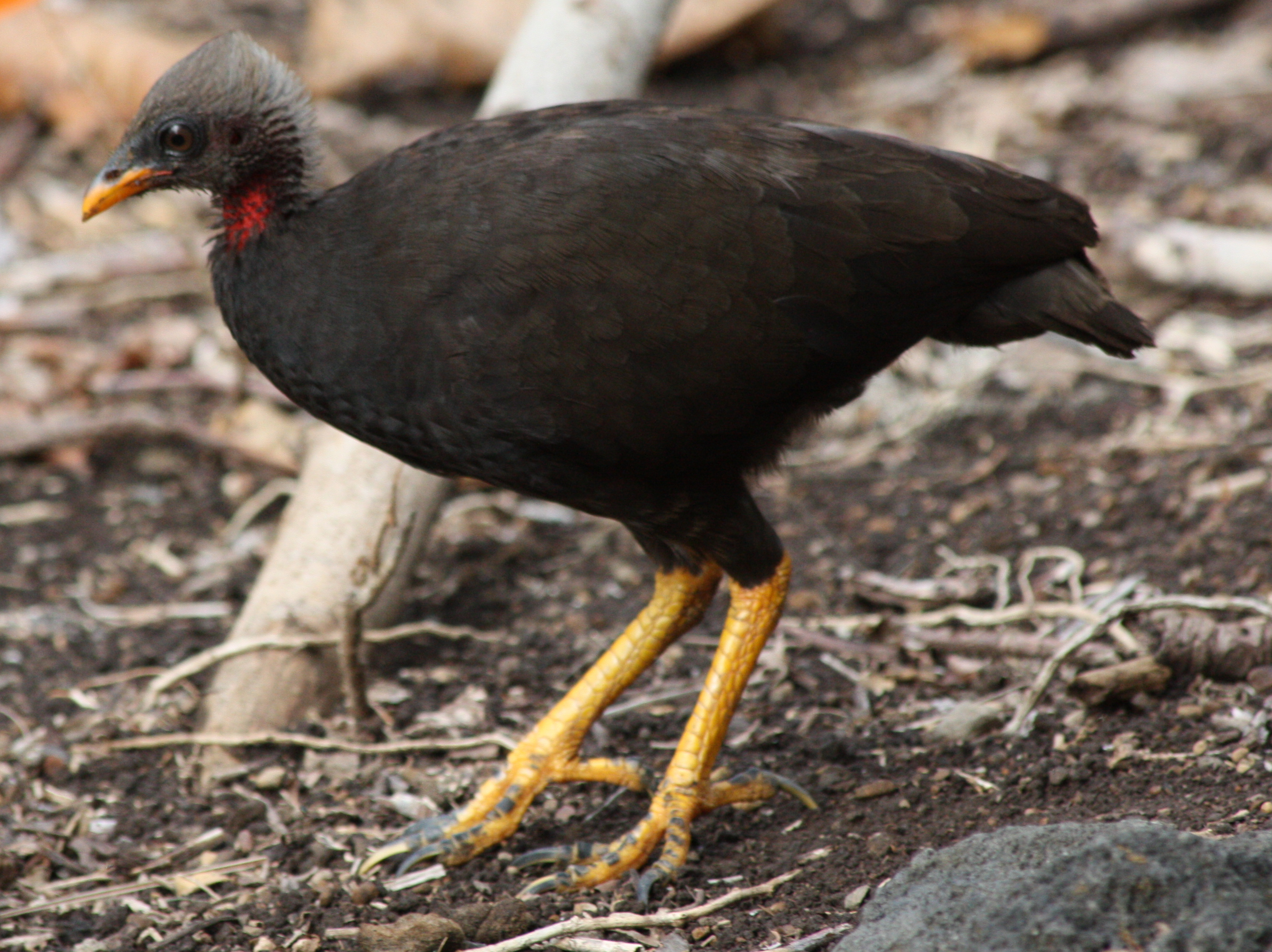
Micronesian megapode.

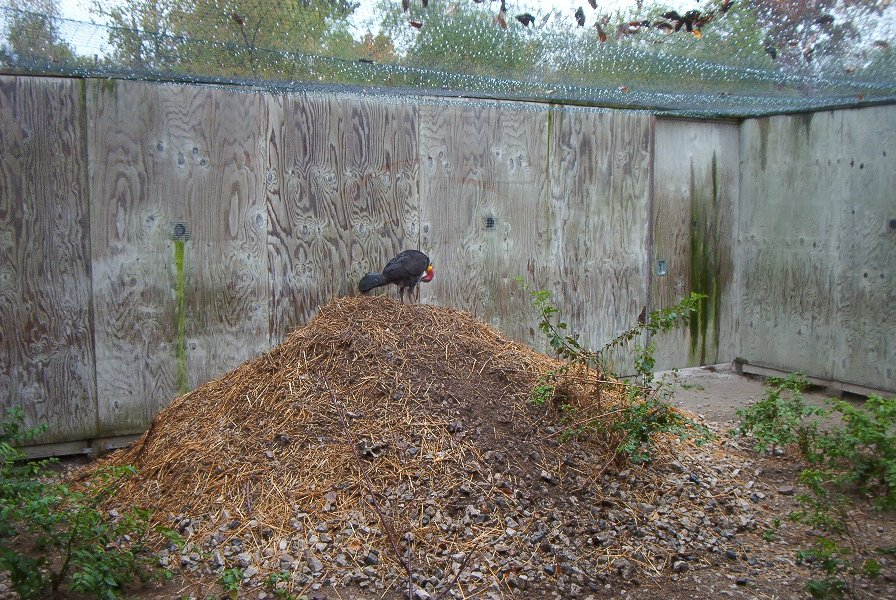
Ninho de incubação dos ovos de Megapodes.

Os megapodes são uma família de aves de hábito muito peculiar. Em lendas eram conhecidas como aves que “botam seus ovos em vulcões” ou “enterram seus filhotes no chão”. Histórias essas com um lado verídico, pois esses animais realmente colocam seus ovos embaixo de grandes ninhos construídos, principalmente, de folhas e galhos. 
Apesar de seu estranho modo de cuidar dos ovos, os magapodes se assemelham muito aos Galliformes. Fisicamente com sua plumagem enegrecida e amarronzada e com o formato de seu corpo, como também no hábito alimentar, forrageiam o chão das florestas atrás de insetos, frutas e sementes. Entretanto a característica que mais diverge de seus semelhantes e que origina o nome Megapodiidae ao grupo, são seus grandes pés. Estes são utilizados principalmente na construção dos montes que servem de aquecimento para os ovos. 

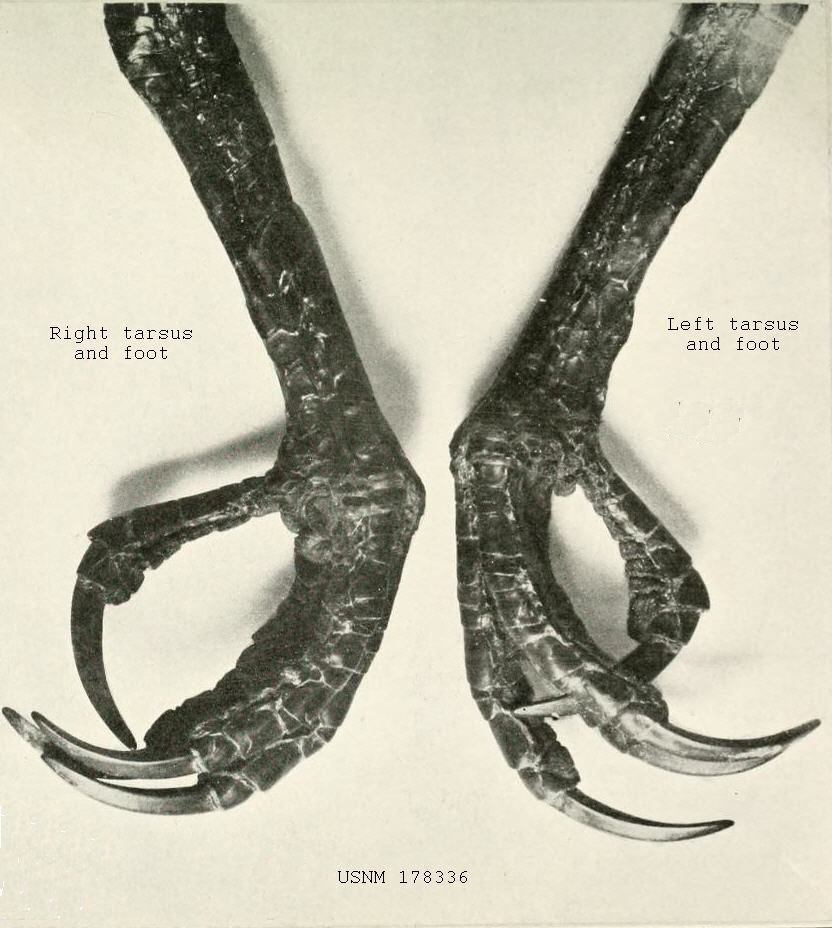
Membros posteriores de um Megapoda.

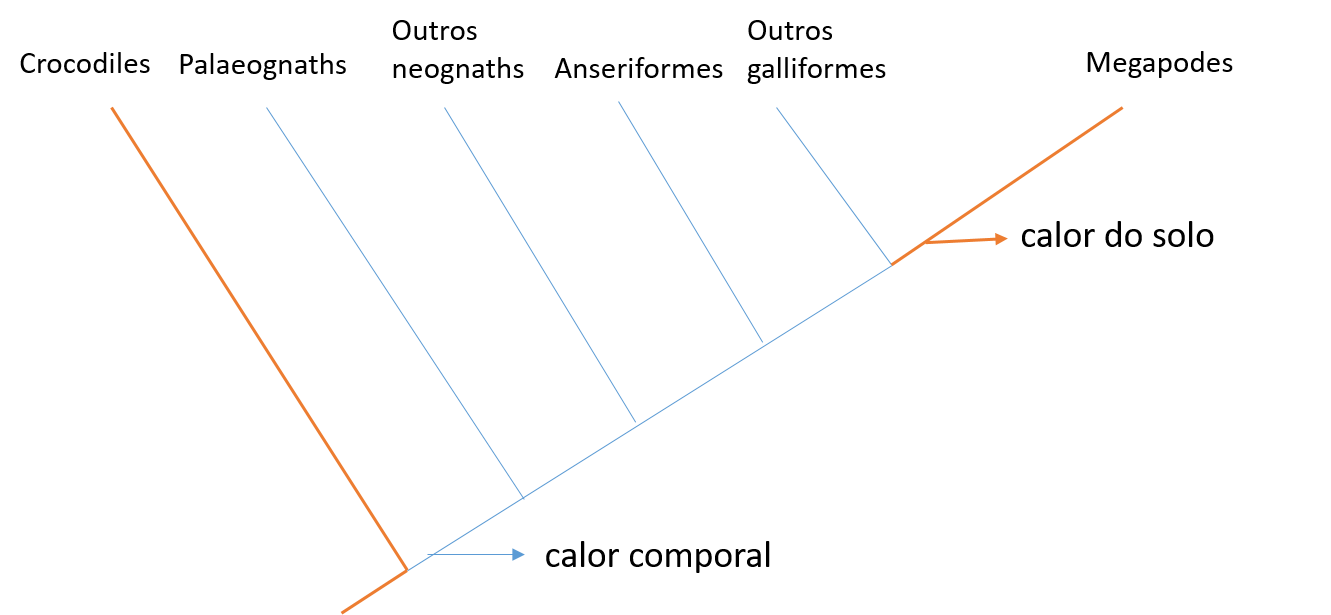
Cladograma mostrando as relações filogenéticas do tipo de incubação dos ovos entre répteis e aves. Cor laranja para incubação utilizando o calor do solo e azul para a incubação por meio do calor corporal.

Essa estratégia de reprodução se assemelha muito mais com o comportamento dos crocodilianos do que com outras famílias de aves. Assim, surge o questionamento sobre a origem desse hábito. Alguns cientistas, como Portmann , acreditam que os magapodes são aves primitivas e que herdaram essa característica direto do ancestral reptiliano. Clark, por outro lado, defende que os ninhos fossoriais foram derivados do modo mais comum de  incubação de ovos entre as aves, ou seja, que o modo mais primitivo de aquecimento dos ovos é através do calor corporal do animal, e que desse derivou-se o aquecimento pelo calor do solo. 
Pesquisas mais recentes apoiam esta última hipótese. A construção de uma história filogenética foi essencial para o entendimento da origem do ninho abaixo do solo dos megapodes. Assim, com o decorrer da evolução, o método dos répteis de incubação de ovos foi perdido após Crocodiles, e logo em seguida se desenvolve a incubação utilizando o calor corpóreo. Esta característica também surge antes da primeira ramificação das aves - Palaeognaths- e se mantém até antes do grupo dos Magapodiidae, que se encontra mais derivado. Portanto podemos dizer que o hábito dessas aves de construírem um ninho de folhas e galhos em forma de monte e a utilização da temperatura do solo na incubação dos ovos é uma característica que se reverteu a condição ancestral dos répteis.

### Retorno dos olhos em peixes de caverna
Animais que vivem durante toda sua vida em cavernas são chamados de troglóbios. O ambiente extremo das cavernas fez estes animais se adaptarem e evoluírem para morfologia, comportamento e fisiologia muito diferentes de seus ancestrais que viviam fora das cavernas. Algumas dessas características são perda dos olhos e redução da pigmentação do corpo. Um grupo de animais de caverna muito estudado são os peixes, sendo que o primeiro peixe de caverna descrito foi Amblyopsis spelaea. Já o estudo da perda dos olhos é feito com mais frequência em peixes que encontram-se em cavernas do México e são da espécie Astyanax mexicanus.   De acordo com diversos estudos, a perda dos olhos ocorreu por mutações em múltiplos locus gênicos e evoluiu independentemente pelo menos três vezes.

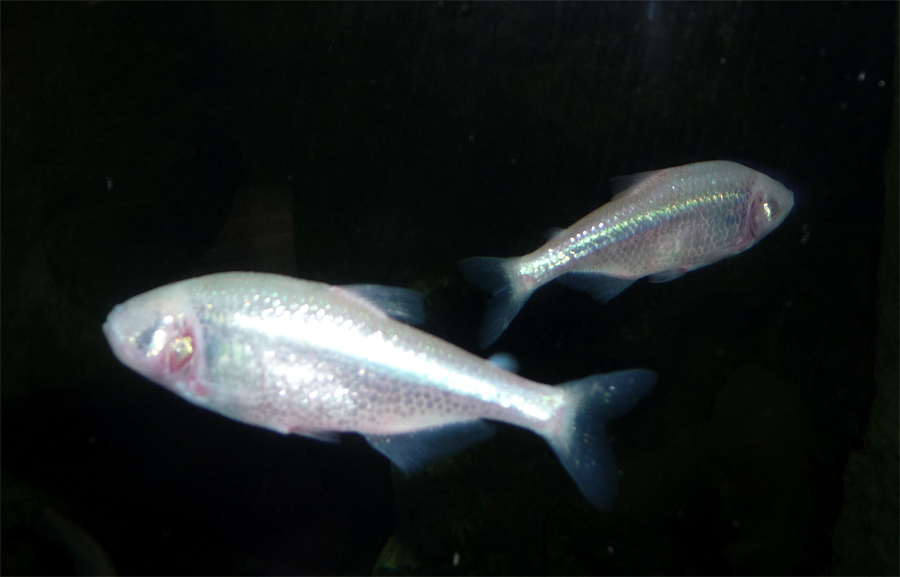
Astyanax mexicanus que vive em cavernas.

Um evento de reversão muito interessante foi observado em alguns peixes que vivem na caverna Caballo Moro (CMC), localizada no México. Nessa caverna existe uma janelas cárstica que consiste em um habitat dentro do sistema da caverna que é exposto à luz e resulta do colapso da passagem da caverna. Nesse ambiente específico foram encontrados peixes da espécie A. mexicanus com e sem olhos. Uma das hipóteses que explicam esse fenômeno é a ocorrência do processo de reversão no qual os peixes com olhos descendem dos peixes sem olhos da caverna e readquiriram uma característica presente no ancestral que vivia fora da caverna. Entretanto, ainda não existem evidências o suficiente para comprovar essa hipótese. Também foram formuladas outras explicações: os indivíduos com olhos seriam peixes da superfície que foram arrastados para o subsolo; os peixes de olhos seriam um extremo fenotípico dos peixes de caverna em transição evolutiva para a condição de ausência de olhos. 

### Aves ratitas revertem para condição não voadora
As aves se distribuem em duas superordens chamadas de Paleognathae e Neognathae. Os Paleognathae são constituídos por dois grupos: as aves ratitas e o grupos dos tinomous. Os tinamous são aves que se localizam na América Central e do Sul e possuem a capacidade de voar, porém de forma limitada. As ratitas são aves que não voam e não apresentam quilha no esterno. Os seus principais representantes são emas, avestruzes e kiwis. Há também grupos extintos como os pássaros elefante e moas encontrados em Madagascar e Zova Zelândia, respectivamente. 

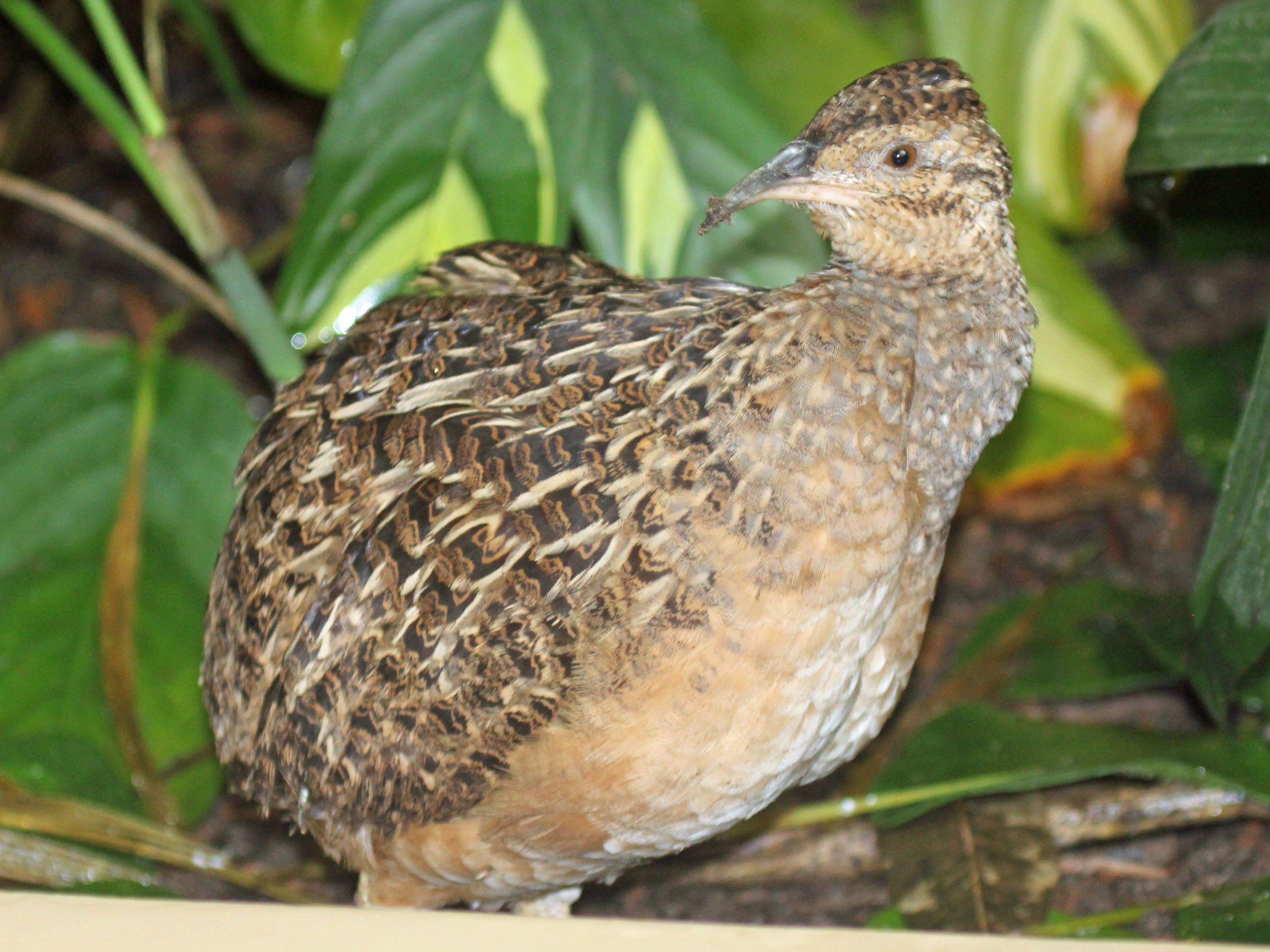
Tinamou.

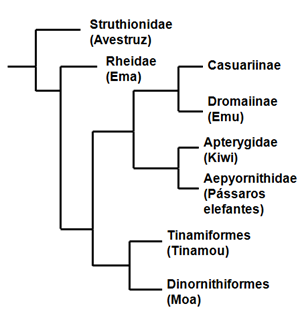
Filogenia mais recente de Paleognathae de acordo com Mitchell et al. (2014)

Existem muitas controvérsias em relação à origem e evolução das ratitas. Acreditava-se que as ratitas formavam um grupo monofilético que derivava de um ancestral comum. Entretanto, análises de DNA de fósseis de moas mostraram que existe a possibilidade de se tratar de um grupo polifilético, pois foram descobertas maiores semelhanças moleculares entre os moas e os tinamous do que em relação aos kiwis, seus vizinhos locais. A partir dessas informações, criou-se a hipótese de que as aves ratitas evoluíram de um ancestral que conseguia voar e perderam essa habilidade de forma independente várias vezes, constituindo, então, vários eventos de reversão. Também há aqueles que dizem que os tinamous recuperaram o voo após os representates do grupo ratitas já terem perdido. Porém, esta hipótese é pouco provável já que voar tem um alto custo energético e , dessa forma, seria muito difícil ocorrer o retorno dessa característica.